# مورچه‌گیرک گلوزرد
مورچه‌گیرک گلوزرد (نام علمی: Myrmotherula ambigua) نام یک گونه از سرده مورچه‌گیرک‌ها است.